# Second Life (Band)
Second Life war eine belgische Rockband aus Brügge. Ihre Mitglieder waren Dirk Danneels, Dirk Cauwels, Hans Calcoen, Walter Ardeel und Willy De Cock.

## Diskografie
Alben 
- 1979: Why (Philips)[2]
- 1981: Who Cares (Fleet)

Singles und EPs
- 1978: Island in the Sun (CBS)
- 1978: Suzy Was Her Name (Philips)
- 1979: Reggae Shop (Zafiro)
- 1981: Off We Go (Fleet)[3]